# رومن فریر
رومن فریر (انگلیسی: Romain Ferrier؛ زادهٔ ۲۴ فوریهٔ ۱۹۷۶) بازیکن فوتبال سابق اهل فرانسه است که در پست مدافع چپ بازی می‌کرد.
از باشگاه‌هایی که در آن بازی کرده‌است می‌توان به باشگاه فوتبال بوردو، باشگاه فوتبال گنگام، باشگاه فوتبال کن، و باشگاه ورزشی مون‌پلیه اشاره کرد.